# Clyzomedus fastidiosus
Clyzomedus fastidiosus là một loài bọ cánh cứng trong họ Cerambycidae.